# CS Camelopardalis
CS Camelopardalis (CS Cam) es una estrella de magnitud aparente +4,26 encuadrada en la constelación boreal de Camelopardalis, la jirafa.
Pese a no tener denominación de Bayer ni número de Flamsteed, es la segunda estrella más brillante de su constelación después de β Camelopardalis, superando en 0,08 magnitudes a α Camelopardalis.
CS Camelopardalis es una supergigante blanco-azulada de tipo espectral B9Ia con una temperatura superficial de 11.420 K.
Su radio estimado es ocho veces más grande que el del Sol y gira sobre sí misma con una velocidad de rotación proyectada de 30 km/s.
Posee una masa de aproximadamente 12 masas solares; ello implica que acabará su vida explosionando en forma de supernova. Su edad actual es de 16,5 ± 1 millones de años.
Presenta un intenso campo magnético —medido en las líneas metálicas—, siendo el valor de su campo magnético efectivo <Be> = 312 G.
CS Camelopardalis tiene una posible acompañante cuya separación visual —que apenas ha variado desde 1829— es de 2,32 segundos de arco. Dicha acompañante tiene magnitud aparente +8,22.
CS Camelopardalis se encuentra a 1940 años luz, de acuerdo a la nueva reducción de los datos de paralaje del satélite Hipparcos (1,68 ± 0,50), si bien dicha medida está sujeta a un elevado grado de error.
Se encuentra inmersa en la nebulosa de reflexión vdB 14 y es miembro de la asociación estelar Cam OB1, la cual incluye, entre otras, a CE Camelopardalis y DL Camelopardalis.
Catalogada como variable Alfa Cygni, su variación de brillo es de sólo 0,05 magnitudes.